# Удут, Владимир Васильевич
Владимир Васильевич Удут (род. 29 апреля 1952 года) — российский учёный-фармаколог, член-корреспондент РАМН (2011), член-корреспондент РАН (2014).

## Биография
Родился 29 апреля 1952 года.
В 1976 году окончил лечебный факультет Томского медицинского института.
С 1995 года по настоящее время — заместитель директора по научной и лечебной работе Института фармакологии и регенеративной медицины имен Е. Д. Гольдберга Томского научного центра СО РАН, заведующий лабораторией физиологии, молекулярной и клинической фармакологии.
В 1986 году защитил кандидатскую, в 1994 году — докторскую диссертацию.
В 1995 году присвоено учёное звание профессора.
В 2011 году избран членом-корреспондентом РАМН.
В 2014 году стал членом-корреспондентом РАН (в рамках присоединения РАМН и РАСХН к РАН).

## Научная деятельность
Специалист в области фармакологии, клинической и молекулярной фармакологии, патофизиологии, гематологии и регенеративной медицины.
Ведет изучение адаптофенотипической детерминанты вариабельности фармакокинетики и фармакодинамики лекарственных средств базисной терапии дизрегуляторных заболеваний и разработка технологий их лечения.
Цикл его исследований взаимодействия лазерных и светодиодных излучений с тканями организма лег в основу создания фототерапевтических устройств внесенных в реестр новой медицинской техники Российской Федерации.
Автор более 480 научных работ, из них 10 монографий и 3 методических рекомендаций.
Под его руководством защищено 13 докторских и 42 кандидатских диссертаций.

## Награды
- Заслуженный деятель науки Российской Федерации (2004)[2]
- Премия Губернатора Томской области в сфере образования и науки (2003)
- Премия Президиума СО РАМН (2004)
- Государственная премия Новосибирской области за достижения в области науки и техники (2013)
- Почётная грамота Минздрава РФ (2000)
- Знак «Отличник здравоохранения» (2002)
- Памятный знак «Герб Томской Области» (2016)